# Myrsine mezii
Myrsine mezii är en viveväxtart som beskrevs av Edward Yataro Hosaka. Myrsine mezii ingår i släktet Myrsine och familjen viveväxter. IUCN kategoriserar arten globalt som akut hotad. Inga underarter finns listade i Catalogue of Life.